# BJ's Charity Pro-Am
De BJ's Charity Pro-Am is een golftoernooi in de Verenigde Staten dat deel uitmaakte van de Legends Tour. He toernooi vindt sinds 2009 telkens plaats op de Pinehills Golf Club in Plymouth, Massachusetts. Van 2005 tot 2008 vond het plaats op de Granite Links Golf Course, in Quincy, Massachusetts.
Het is een toernooi voor Pro-Ams en het dient om geld in te zamelen voor de "BJ's Charity Foundation".

## Geschiedenis
In 2005 werd het toernooi opgericht als het BJ's Charity Championship totdat het toernooi hernoemd werd tot de BJ's Charity Pro-Am, in 2009.
Van 2005 tot 2008 werd het toernooi gespeeld in teams met twee golfsters en het was strokeplay-formule met drie ronden.
Sinds 2009 wordt het toernooi gespeeld op twee golfbanen van de Pinehills Golf Club: de "Nicklaus Course" en de "Jones Course". Het toernooi wordt bij elke golfbaan een keer gespeeld.

## Golfbanen
| Jaren     | Golfbaan                  | Stad                    |
| --------- | ------------------------- | ----------------------- |
| 2005-2008 | Granite Links Golf Course | Quincy, Massachusetts   |
| 2009-     | Pinehills Golf Club       | Plymouth, Massachusetts |

## Winnaressen

### BJ's Charity Championship
| Jaar | Winnaressen                                             | Score | Info                                                    |
| ---- | ------------------------------------------------------- | ----- | ------------------------------------------------------- |
| 2005 | Jan Stephenson/Cindy Rarick & Patty Sheehan/Pat Bradley | –17   | Gelijkspel na vijf play-offs; te donker om af te werken |
| 2006 | Christa Johnson & Nancy Scranton                        | –23   | [ 2 ]                                                   |
| 2007 | Christa Johnson & Nancy Scranton                        | –17   | [ 3 ]                                                   |
| 2008 | Cindy Figg-Currier & Sherri Turner                      | –21   | [ 4 ]                                                   |

### BJ's Charity Pro-Am
| Jaar | Winnares "Nicklaus Course" | Score             | Score             | Winnares "Jones Course"                    | Score             | Score             | Info              |
| ---- | -------------------------- | ----------------- | ----------------- | ------------------------------------------ | ----------------- | ----------------- | ----------------- |
| 2009 | Laurie Rinker              | 68                | –4                | Colleen Walker Nancy Scranton Cindy Rarick | 73                | +1                | [ 5 ]             |
| 2010 | Nancy Scranton             | 72                | par               | Sherri Steinhauer                          | 68                | –4                | [ 6 ]             |
| 2011 | Rosie Jones                | 68                | –4                | Nancy Scranton Marilyn Lovander            | 71                | –1                | [ 7 ]             |
| 2012 | Pat Bradley Val Skinner    | 70                | –2                | Laurie Rinker                              | 71                | –1                | [ 8 ]             |
| 2013 | Danielle Ammaccapane       | 71                | –1                | Kathryn Young-Robyn                        | 72                | par               | [ 9 ]             |
| 2014 | 17 september 2014          | 17 september 2014 | 17 september 2014 | 17 september 2014                          | 17 september 2014 | 17 september 2014 | 17 september 2014 |

## Trivia
- De zeges op de BJ's Charity Pro-Am worden niet erkend als Legends-zeges. Het is een soort invitatietoernooi.